# Elaphria deliriosula
Elaphria deliriosula är en fjärilsart som beskrevs av Embrik Strand 1921. Elaphria deliriosula ingår i släktet Elaphria och familjen nattflyn. Inga underarter finns listade i Catalogue of Life.